# Renzo De Felice

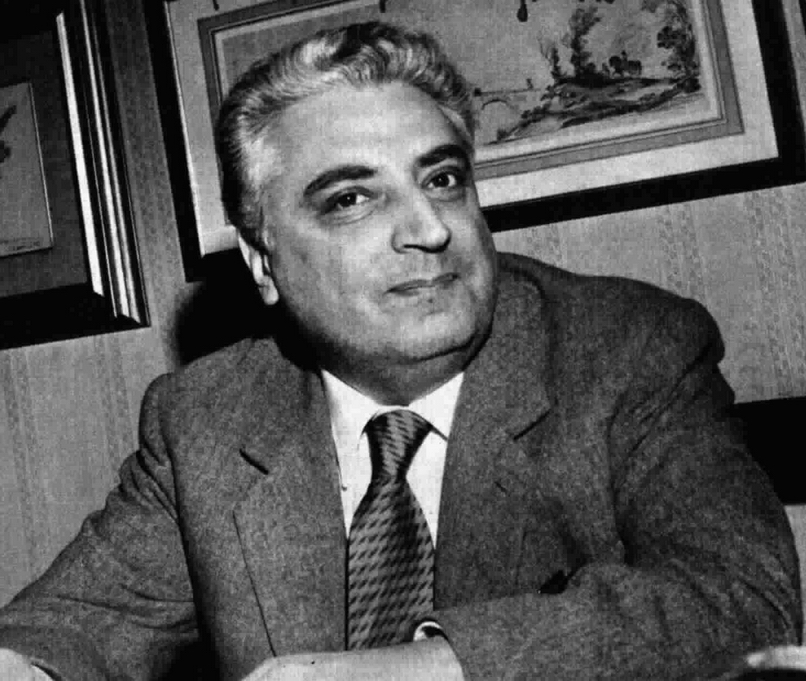
Renzo De Felice, Fotografie aus dem Jahr 1975

Renzo De Felice (* 8. April 1929 in Rieti; † 25. Mai 1996 in Rom) war ein italienischer Historiker und gehörte zu den bedeutenden Faschismusforschern Italiens. Er verfasste eine mehrbändige Mussolini-Biographie. 1995 wurde er mit dem Antonio-Feltrinelli-Preis ausgezeichnet.

## Leben
De Felice studierte an der Universität Rom. Als Student war er Mitglied der Kommunistischen Partei Italiens. Im Zuge der Niederschlagung des ungarischen Volksaufstandes durch die Sowjetunion, die die Kommunistische Partei Italiens unterstützte, unterschrieb er 1956 den Manifesto dei 101 und trat aus der Partei aus.
1968 wurde De Felice ordentlicher Professor für Storia contemporanea (Geschichte des 19. und 20. Jahrhunderts) an der Universität Salerno. Drei Jahre später wechselte er an die Universität Rom, wo er zunächst eine Professur für die Geschichte der politischen Parteien in der Fakultät der Literaturwissenschaften innehatte; 1979 wechselte er zur Fakultät der Politikwissenschaften, bis er 1986 schließlich Professor für Storia contemporanea an derselben Universität wurde.
1970 gründete er die Zeitschrift Storia contemporanea, die er herausgab und an der er bis zu seinem Lebensende maßgeblich mitwirkte; am 25. Mai 1996, dem Todestag De Felices, erschien in der letzten Ausgabe der Zeitschrift ein Nachruf, der erklärte, dass mit dem Tod ihres Gründers und Herausgebers auch die Zeitschrift nicht weiter existieren könne.

## Werk
De Felice vertrat die Ansicht, man müsse die Realität des Faschismus verstehen, bevor man über ihn urteile. Kritiker haben in diesem Ansatz eine apologetische Tendenz gesehen. De Felice hebt hervor, der Faschismus habe im Gegensatz zu traditioneller „Reaktion“ die aktive Teilnahme der Massen an der Politik bewirkt. Den Faschismus deutet er als revolutionäre Bewegung der Mittelschicht, deren Wurzeln bis in die Aufklärung zurückreichen. Nach De Felice kam der Faschismus nicht als Angst vor einer proletarischen Revolution auf, sondern als Rollenbestimmungsversuch der aufkommenden Mittelschicht. De Felice betonte nicht die Gemeinsamkeiten, sondern die Unterschiede von Faschismus und Nationalsozialismus. Für ihn stand der Faschismus außerhalb des „sengenden Kegels des Holocaust“. De Felice verneinte die Existenz einer dem faschistischen Italien eigenen Rassenideologie und beschrieb Mussolinis Diktatur als autoritäres, wenig gewalttätiges, ja paternalistisches Regime, nicht aber als totalitäre und damit dem nationalsozialistischen Deutschland vergleichbare Diktatur. Dabei maß De Felice weder Mussolinis Eroberungskriegen noch den blutigen Besatzungsherrschaften in Libyen, Äthiopien und auf dem Balkan eine entscheidende Bedeutung bei. Dem faschistischen Italien sei Völkermord vollkommen fremd gewesen. Jegliche Parallelisierungen mit zeitgleichen europäischen Bewegungen lehnt De Felice ab. Einen europäischen Faschismus, wie ihn Ernst Nolte sah, habe es nicht gegeben. Der Faschismus sei nichts mehr als die politische Linie Mussolinis. Die Herrschaft Mussolinis unterteilt De Felice in eine gute Zeit der frühen Jahre und die negativen Jahren des späteren Regimes. Die Jahre von 1929 bis 1936, in denen der Duce seine Macht konsolidieren konnte, bezeichnete er als „Jahre des Konsenses“ (anni del consenso). Die jahrelange Zustimmung der schweigenden oder akklamierenden Mehrheit bis zu den schlechten Tagen des Kriegs kann nach De Felice nicht nur als das Ergebnis von Manipulation und Zwang betrachtet werden. Sehr stark hebt De Felice die friedliche, prowestliche Ausrichtung der italienischen Außenpolitik bis 1934 hervor. Die spätere Verstrickung Italiens in Kriege sieht er nicht als zwangsläufig in der Logik des Regimes liegend.
Über die Zeitschrift Journal of Contemporary History beeinflusste De Felice mit seinen Thesen auch die englischsprachige Literatur stark. Erst ab 2010 erschienen in den Fachzeitschriften Journal of Modern Italian Studies und Italian Studies mehr kritische Artikel zum italienischen Kolonialismus und Völkermord in Libyen.

## Schriften (Auswahl)
Monographien
- Mussolini.
  - Il rivoluzionario 1883–1920. Einaudi, Turin 1965.
  - Il fascista.
    - La conquista del potere 1921–1925. Turin 1966.
    - L’organizzazione dello Stato fascista 1925–1929. Turin 1968.

  - Il duce.
    - Gli anni del consenso 1929–1936. Turin 1974. (Fachwissenschaftliche Rezension)
    - Lo Stato totalitario 1936–1940. Turin 1981. (Fachwissenschaftliche Rezension)

  - L’alleato.
    - L’Italia in guerra 1940–1943.
      - Dalla guerra “breve” alla guerra lunga. Turin 1990.
      - Crisi e agonia del regime. Turin 1990.

    - La guerra civile 1943–1945. Turin 1997.

- Die Deutungen des Faschismus. Herausgegeben von Josef Schröder, Muster-Schmidt, Göttingen 1980. (Fachwissenschaftliche Rezension)
- Der Faschismus. Ein Interview von Michael A. Leeden. Mit einem Nachwort von Jens Petersen. Klett-Cotta, Stuttgart 1977 (italienisches Original: Intervista sul fascismo, herausgegeben von Michael A. Ledeen, Laterza, Rom / Bari 1975).

Aufsätze
- Beobachtungen zu Mussolinis Außenpolitik. In: Saeculum. Jahrbuch für Universalgeschichte, Band 24 (1973), S. 314–327.
- Mussolinis Motive für seine Rückkehr in die Politik und die Übernahme der Führung der RSI (September 1943). In: Rudolf Lill (Hrsg.): Deutschland – Italien, 1943–1945. Aspekte einer Entzweiung (= Reihe der Villa Vigoni. Bd. 3). Niemeyer, Tübingen 1992, ISBN 3-484-67003-7, S. 38–51.